# Serra de Guara
La Serra de Guara és una serralada del Prepirineu. El seu punt més alt és el Tossal de Guara amb 2.077 metres d'altitud. Aquesta serra és un massís muntanyós que es troba a la província d'Osca, uns 25 km al nord-est de la ciutat d'Osca. S'estén entre les conques dels rius Guatizalema i Alcanadre a les comarques d'Alt Gàllego, Foia d'Osca i Sobrarb. Una gran part del massís està ara inclosa al Parc Natural de la Serra i de les Gorges de Guara, que té una extensió 43 km d'oest a est i 25 km de nord a sud. A més de la Serra de Guara en si mateixa, el parc inclou part de la Sierra de la Gabardiella a l'oest i la Sierra d'Arangol, Sierra de Balced, Sierra de Sebil i Sierra de Rufàs a l'est. A la part oriental de la serra hi ha el Parc Natural de la Serra i de les Gorges de Guara.
El massís està format principalment per pedra calcària del Paleogen i, a la seua vora sud, per un estrat superior bast de gres o pedra sorrenca del Miocè i que té naturalesa majoritàriament de conglomerat.

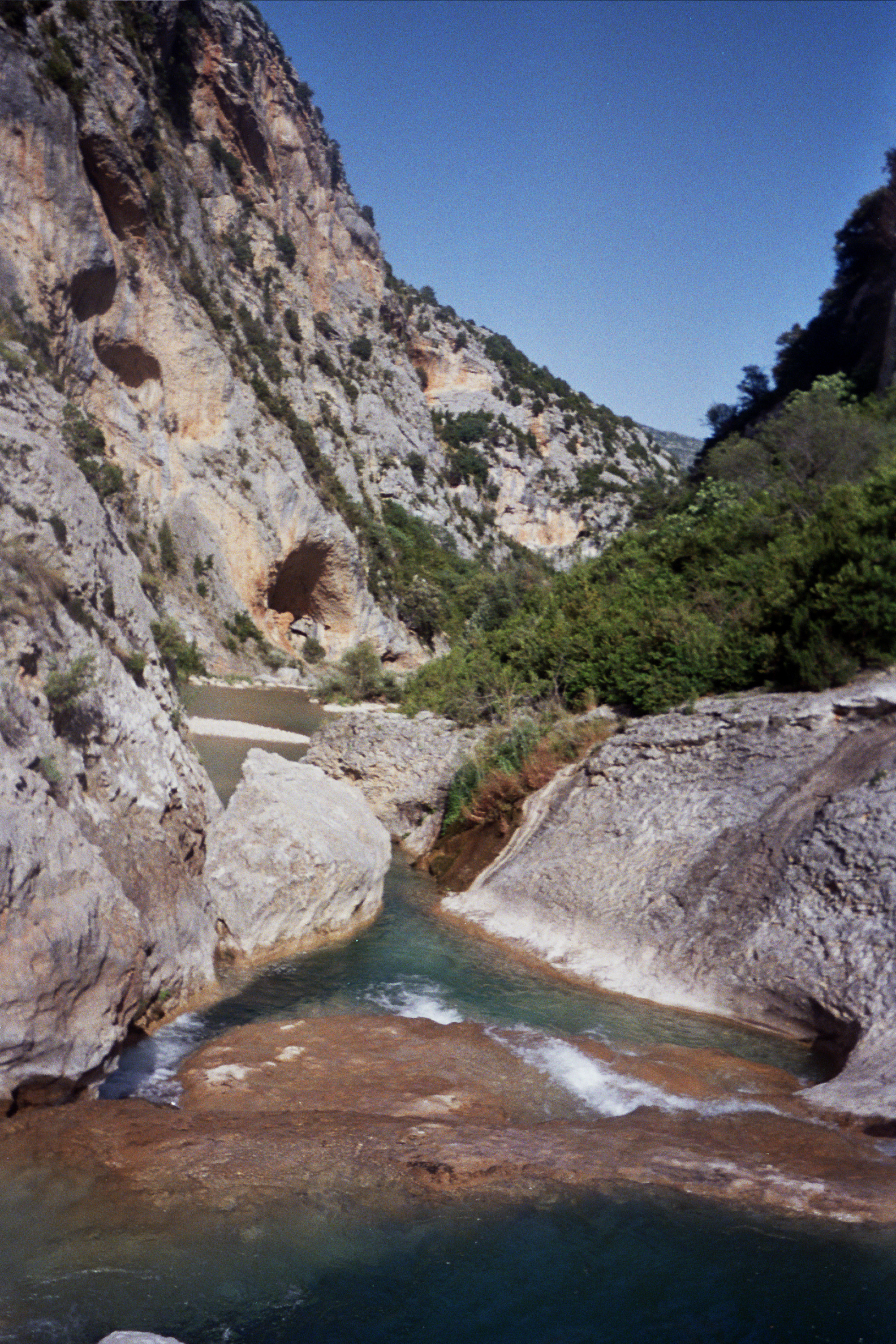
Congost a la Serra de Guara

Diversos rius flueixen de nord a sud a través de l'àrea. Els principals naixen al nord del massís i passen a través del mateix gràcies a espectaculars canons que han creat per erosió amb el temps, com per exemple el de riu Alcanadre, riu Guatizalema, el riu Vero i el riu Isuela. Tots eixos rius acaben desembocant a l'Ebre.
A 1.220 metres d'altitud, al peu del Tossal de Guara, hi ha l'ermita de la Verge d'Arraro, edifici d'estil romànic del segle xii, ara en ruïnes, en un lloc on hi havia un castell i un poblat ara desapareguts.
L'àrea està dispersament poblada, havent-hi una certa quantitat de pobles abandonats a l'interior. Els pobles d'Alquézar i Rodellar de Bierge han reviscolat durant anys recents gràcies al turisme. Al nord-est, fora del parc natural, hi ha la ciutat històrica d'Aínsa, i al sud hi ha Barbastre.
L'àrea s'ha donat a conèixer al llarg dels darrers anys per les abundants oportunitats que ofereix per practicar barranquisme a les seues nombroses gorges. També s'hi practiquen l'escalada de roques i l'espeleologia, mentre que altres prefereixen passejar i contemplar la vida salvatge.